# Real Love (bài hát của The Beatles)
"Real Love" là sáng tác của ca sĩ – nhạc sĩ người Anh John Lennon. Ca khúc nằm trong chuỗi 6 bản thu nháp được Lennon thực hiện trong khoảng 1979–1980 cùng với một ca khúc khác có tên "Real Life". Toàn bộ 6 bản thu này được phát hành 8 năm sau khi Lennon bị ám sát, trong album nhạc phim mang tên Imagine: John Lennon (1988). Năm 1995, "Real Love" cùng "Free as a Bird" được 3 thành viên còn sống của The Beatles là Paul McCartney, George Harrison và Ringo Starr lựa chọn và thu âm lại cho dự án tài liệu The Beatles Anthology.
"Real Love" được phát hành dưới dạng đĩa đơn trên toàn thế giới, đạt vị trí số 4 tại Anh và số 11 tại Mỹ, và nhận chứng chỉ Vàng nhanh hơn hầu hết các đĩa đơn khác của ban nhạc. Việc ca khúc không được đài BBC Radio 1 phát sóng đã gây nên phản ứng dữ dội từ những người hâm mộ, thậm chí từ nhiều thành viên của Quốc hội Anh. Đây cũng chính là ca khúc mở đầu của album Anthology 2, là đĩa đơn cuối cùng của ban nhạc được xếp hạng tại Mỹ, là sản phẩm cuối cùng đứng tên The Beatles, và là bản thu âm chính thức cuối cùng của họ được phát hành trong một album phòng thu.

## Thành phần tham gia sản xuất
Bản gốc
- John Lennon – hát chính, guitar acoustic.

Ấn bản của The Beatles
Theo Ian MacDonald và Mark Lewisohn.
- John Lennon – hát chính, piano.
- Paul McCartney – hát bè, guitar acoustic, piano, bass guitar, double bass, harmonium, harpsichord,[3] percussion[4].
- George Harrison – hát bè, guitar điện, guitar acoustic, định âm.
- Ringo Starr – hát bè, trống, định âm.
- Jeff Lynne – hát bè, guitar.

## Danh sách bài hát
Toàn bộ sáng tác được ghi cho Lennon–McCartney, ngoại lệ được ghi chú bên
Đĩa than (R6425)
1. "Real Love" (Lennon) – 3:54
  - Thu âm tại The Dakota, thành phố New York khoảng năm 1979 (bản gốc) và tại The Mill Studio, Sussex, vào tháng 2 năm 1995.
2. "Baby's in Black" – 3:03
  - Thu âm trực tiếp tại Hollywood Bowl ngày 29 tháng 8 năm 1965 (với phần giới thiệu của Lennon) và ngày 30 tháng 8 năm 1965 (ca khúc).

CD (CDR6425)
1. "Real Love" (Lennon) – 3:54
2. "Baby's in Black" – 3:03
3. "Yellow Submarine" – 2:48
  - Thu âm tại EMI Studios, London ngày 26 tháng 5 và 1 tháng 6 năm 1966. Bản chỉnh sửa với tiếng thu âm "hành quân" ở đoạn đầu được kích âm cao hơn.
4. "Here, There and Everywhere" – 2:23
  - Thu âm tại EMI Studios, London ngày 16 tháng 6 năm 1966. Đây là bản mix giữa bản thu số 7 (vẫn là ca khúc gốc thêm phần chạy guitar của McCartney) cùng với bản chỉnh âm stereo năm 1995 có sự xuất hiện của dàn bè hợp ca ở đoạn cuối, lấy từ bản thu số 13.

## Xếp hạng và chứng chỉ
| Bảng xếp hạng (1996)               | Vị trí cao nhất |
| ---------------------------------- | --------------- |
| Úc (ARIA)                          | 6               |
| Bỉ (Ultratop 50 Flanders)          | 50              |
| Canada Top Singles (RPM)           | 12              |
| Canada Adult Contemporary (RPM)    | 38              |
| Czech Republic (IFPI CR)           | 2               |
| Denmark (IFPI)                     | 8               |
| Europe (Eurochart Hot 100)         | 5               |
| Phần Lan (Suomen virallinen lista) | 4               |
| Pháp (SNEP)                        | 36              |
| Đức (GfK)                          | 45              |
| Hungary (Mahasz)                   | 8               |
| Ireland (IRMA)                     | 8               |
| Italy (Musica e dischi)            | 6               |
| Hà Lan (Dutch Top 40)              | 20              |
| Hà Lan (Single Top 100)            | 21              |
| Scotland (OCC)                     | 4               |
| Thụy Điển (Sverigetopplistan)      | 2               |
| Thụy Sĩ (Schweizer Hitparade)      | 26              |
| Anh Quốc (OCC)                     | 4               |
| Hoa Kỳ Billboard Hot 100           | 11              |
| US Cash Box Top 100                | 10              |

| Bảng xếp hạng (1996)     | Vị trí |
| ------------------------ | ------ |
| Canada Top Singles (RPM) | 86     |

| Quốc gia                                                                           | Chứng nhận | Số đơn vị/doanh số chứng nhận |
| ---------------------------------------------------------------------------------- | ---------- | ----------------------------- |
| Hoa Kỳ (RIAA)                                                                      | Vàng       | 500.000^                      |
| * Chứng nhận dựa theo doanh số tiêu thụ. ^ Chứng nhận dựa theo doanh số nhập hàng. |            |                               |